# Riksförbundet Hjärtlung
Riksförbundet Hjärtlung, av organisationen skrivet Riksförbundet HjärtLung; tidigare Hjärt- och Lungsjukas Riksförbund, är en rikstäckande patientorganisation som arbetar för att alla med hjärt-, kärl- och lungsjukdom ska få bästa möjliga vård och livskvalitet. Det gör de genom att påverka vårdpolitiker, samarbeta med hälso- och sjukvården, stödja forskning samt utveckla anpassade livsstilsaktiviteter för sina medlemmar. 
Riksförbundet Hjärtlung är partipolitiskt och religiöst obunden och drivs av ideella krafter i föreningar på läns- och lokalnivå.
I dag har de närmare 35 000 medlemmar, 137 lokalföreningar och 21 länsföreningar. De har 7 medlemsorganisationer, det vill säga patient- och intresseorganisationer för en särskild diagnos, knutna till sig. 
Förbundskansliet ligger i Stockholm.
Förbundet är medlem i Funktionsrätt Sverige.

## Historik
I början av 1930-talet fanns det mellan 40 och 50 patientföreningar i landet. År 1939 bildades förbundet under namnet De Lungsjukas Riksförbund. I början var det en sammanslutning av tuberkulospatienter. I mitten av 1950-talet utvecklades läkemedel som kunde bota tuberkulosen. 
År 1961 beslutade medlemmarna att ansluta hjärtsjuka till förbundet för att vidga verksamheten. Förbundsnamnet ändrades till Riksförbundet för hjärt- och lungsjuka. År 1991 antogs namnet Hjärt- och Lungsjukas Riksförbund. 
I juni 2013 beslutade förbundet att anta tilltalsnamnet Riksförbundet Hjärtlung och 2015 ändrades även det formella namnet.

## Organisation
Riksförbundet Hjärtlung är en av Sveriges största patientorganisationer, med närmare 35 000 medlemmar och 170 föreningar över hela landet. De satsar på kunskap, kraft och engagemang att ge dig som lever med hjärt-, kärl- eller lungsjukdom ett längre och rikare liv. Förbundet är organiserade i föreningar på läns- och lokalnivås samt medlemsorganisationer. Högsta beslutande organ är förbundskongressen som sammanträder vart tredje år (nästa i juni 2025). 
Förbundet samarbetar med funktionshinderrörelsens samlade organ, Funktionsrätt Sverige och studieförbundet ABF.
Medlemstidningen Status kommer ut i en upplaga av cirka 35 000 exemplar med 5 nummer årligen.
Förbundsordförande är Anders Åkesson, tidigare regionråd i region Skåne. Anders Åkesson efterträdde Inger Ros i juni 2022.